# Beatrix von Engelport

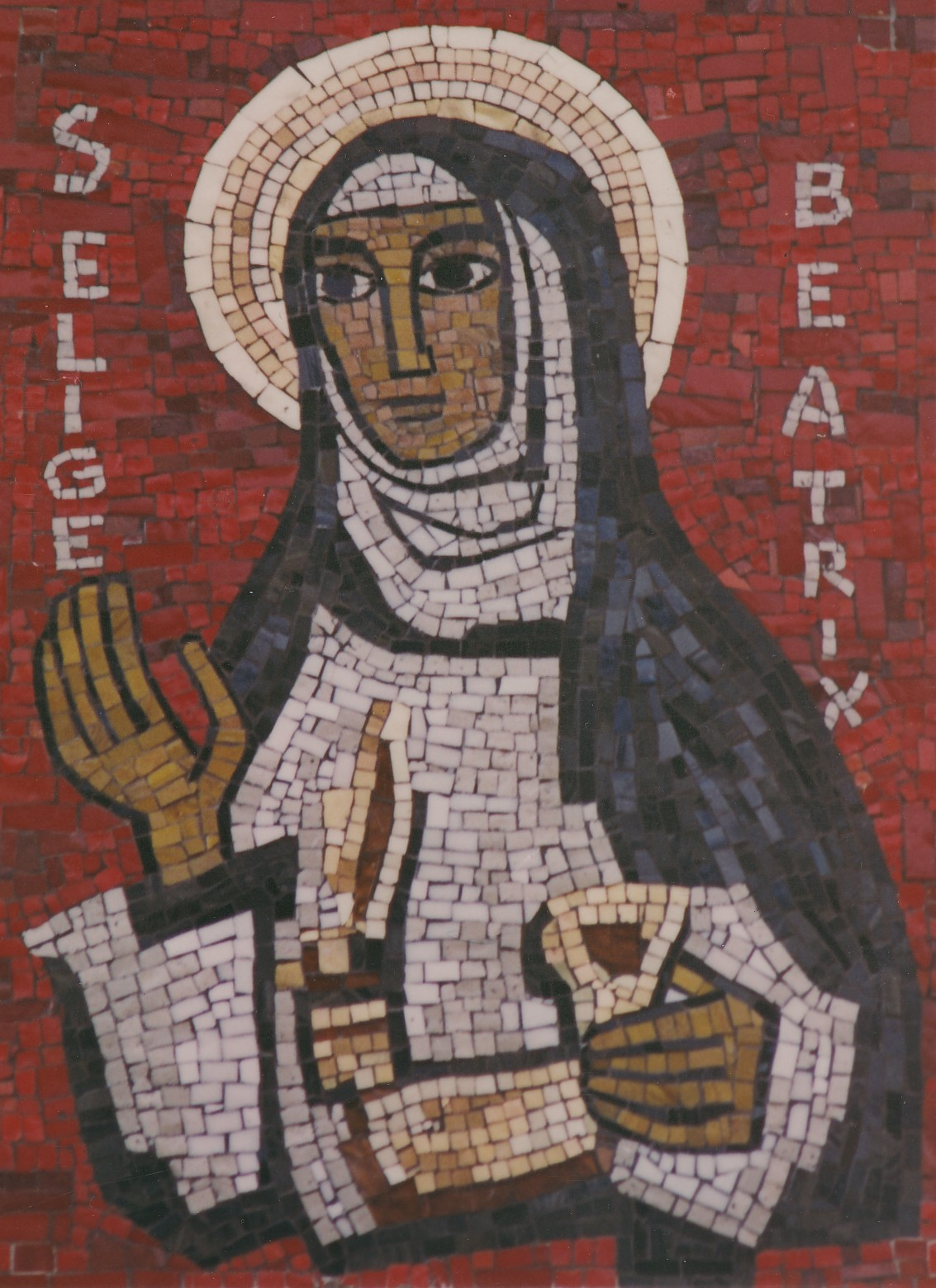
„Selige Beatrix von Engelport“

Beatrix von Engelport († zwischen 1262 und 1406 im Kloster Maria Engelport, nahe Treis-Karden) war Chorfrau, möglicherweise erste Priorin im Prämonstratenserinnen-Stift Engelport.
Während lange Zeit angenommen wurde, dass Beatrix möglicherweise eine Tochter Philipp II. von Wildenberg war, der das Kloster Maria Engelport 1260 wiederherstellte und es mit drei seiner Töchter und weiteren Nonnen aus einem Dominikanerinnenkloster in den Ardennen besiedelte, legen neuere Untersuchungen nahe, dass sie dem Adelsgeschlecht der Frei von Treis entstammen könnte. Sichere Überlieferungen über Familie und Stand innerhalb des Klosters fehlen, ein Anhaltspunkt ist, dass ihr (dort seinerzeit nicht geläufiger) Vorname im Stammbaum der Familie Frei v. Treis vorkommt.
Beatrix wurde nach ihrem Tod als ehrwürdige bzw. selige Ordensfrau verehrt. In Engelport gedachte man ihrer am 13. Februar, heute ist ihr katholischer Gedenktag der 12. oder 13. März. In früheren Zeiten wurden ihre Reliquien auf dem Singchor aufbewahrt und verehrt, sie gingen aber während der Französischen Revolution verloren. Ein Finger- oder Fußglied (articulum pedis seu digiti) war 1658 durch den damaligen Rommersdorfer Abt Petrus Diederich nach Veurne in Flandern in das dortige Prämonstratenserinnenkloster St. Joseph (Bethania) gelangt und gilt heute ebenfalls als verschollen.
Laut Überlieferung der Bollandisten pflegte Beatrix gemäß einer auf Abt Diederich zurückgehenden Legende in ihrem schlichten Holzsarg zu rumoren, wenn man ihren Gedenktag vergaß.

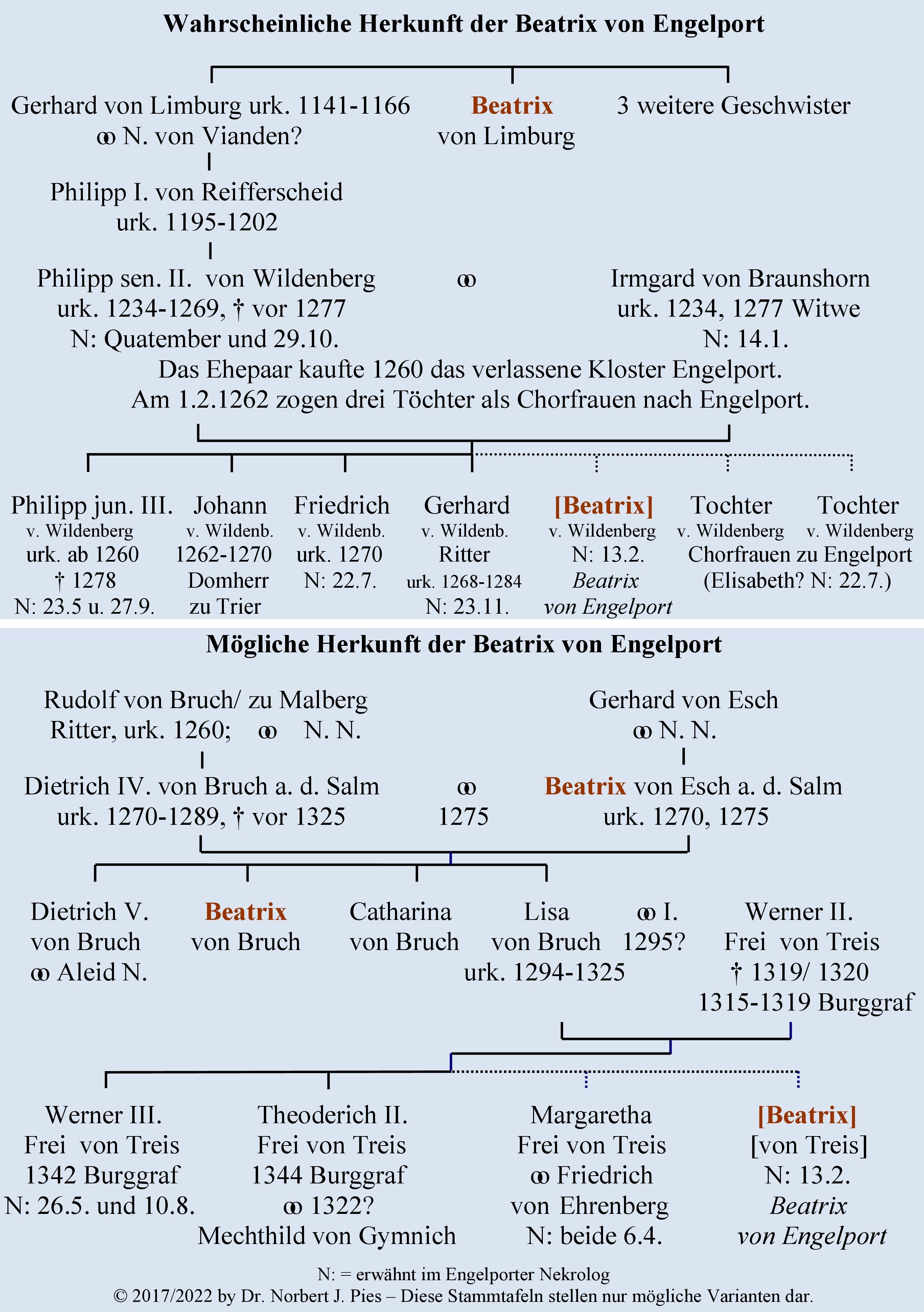

1903 erbauten die Oblaten der makellosen Jungfrau Maria (OMI) auf den Ruinen des während der Französischen Revolution aufgehobenen Klosters ein Missionshaus, das sie bis Ende 2013 bewohnten. Seit dem 2. Januar 2014 bewohnen die Anbetungsschwestern des königlichen Herzens Jesu Christi das Kloster Maria Engelport.